# ДЗИ
Държавният застрахователен институт (съкратено ДЗИ) е българско застрахователно дружество в София.
Създадено е през 1946 г. със Закона за национализация на застрахователните дружества. ДЗИ е приватизиран през 1999 г. Понастоящем негов мажоритарен собственик е белгийската финансова група „Ка Бе Се“ от 2007 г.

## История
Държавният застрахователен институт (ДЗИ) е основан на 27 юни 1946 г., с приемането на Закона за национализация на застрахователните дружества и за държавния монопол в застраховането. По силата на този закон започва национализацията на застрахователния сектор и към ДЗИ са присъединени 30-те действащи застрахователни дружества в страната, както и множество малки застрахователни каси и фондове.
ДЗИ получава монополни права върху застрахователната дейност в страната, като държавният надзор в застраховането е закрит и включен в структурите на ДЗИ. Контролът върху него се осъществява директно от Министерството на финансите. Чрез система от задължителни застраховки и ДЗИ застраховането обхваща предприятията, жилищните имоти, личните автомобили и част от населението.
През 1961 г. от ДЗИ е обособено застрахователно дружество „Булстрад“. Те функционират в монополни условия, като „Булстрад“ обслужва застраховките, свързани с чужбина, а ДЗИ – в страната. Формално държавният монопол в застраховането е премахнат през 1990 година, през следващите години са основани няколко нови застрахователни дружества, част от тях собственост на чужди застрахователи.
През 1998 г. Държавният застрахователен институт, който дотогава има специален статут и действа на основата на специален закон, е преобразуван в еднолично акционерно дружество с името „Държавен застрахователен институт – ДЗИ“. През 1999 г. започва процедура по неговата приватизация, която завършва едва през 2002 година с продажбата му на „Контракт София“ ООД, свързано с Емил Кюлев. Малко по-късно компанията приема сегашното си име „ДЗИ“ АД. След като Кюлев е застрелян през 2005 г., неговите наследници и кредитори продават контролния пакет (80,5%) от ДЗИ на белгийската група „Ка Бе Се“ през 2007 г.